# Dunja Dogmani

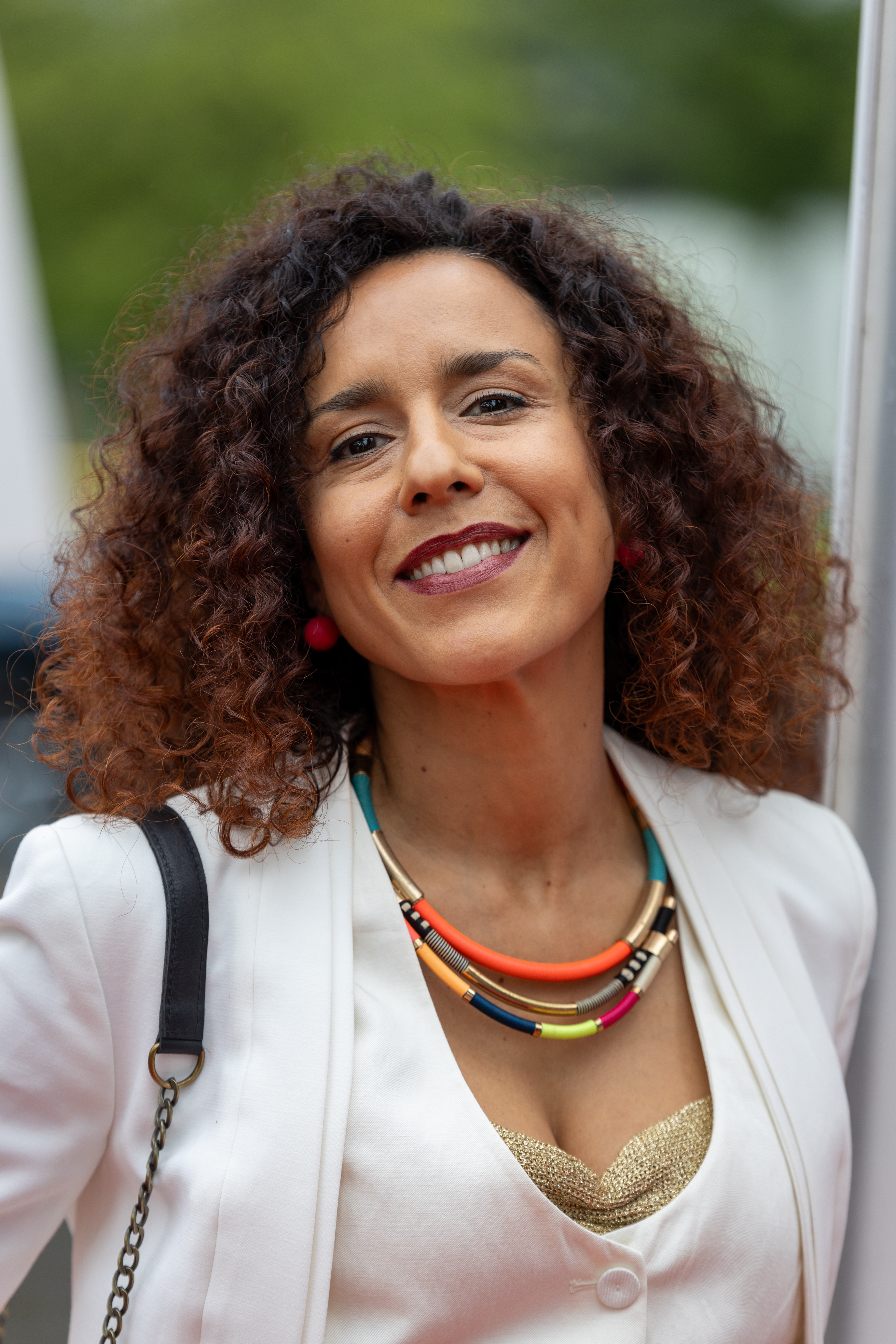
Dunja Dogmani (2024)

Dunja Dogmani (* 23. März 1977 in Freudenstadt) ist eine deutsche Schauspielerin, Synchron- und Hörspielsprecherin und Regisseurin.

## Leben
Dunja Dogmani war, nachdem sie von 1998 bis 2001 an der Schauspielschule Stuttgart studiert hatte, von 2002 bis 2004 festes Ensemblemitglied am Schauspiel Köln. Es folgten freie Engagements am Staatstheater Odéon in Paris (2005–2008) und am Schauspielhaus Bochum (2010–2013). Zudem hatte sie Gastengagements u. a. am Stadttheater Fürth, an der Landesbühne Grenzlandtheater Aachen und am Comedia Theater Köln. Dogmani arbeitet als Sprecherin und Schauspielerin für ARD, WDR und SWR im Bereich Synchron und Hörspiel und auch als Regisseurin und Schauspielcoach.
Von Januar 2017 bis März 2020 war Dogmani in der ARD-Serie Lindenstraße in einer Serienhauptrolle zu sehen. Sie spielte die Rolle der Neyla Beimer (zunächst Neyla Bakkoush). In Folge 1612 (Titel: Der Schleuser, 15. Januar 2017) hatte sie ihre erste Szene gemeinsam mit Ayman Cherif (Yussuf Bakkoush) und Philipp Sonntag (Adi Stadler).

## Film & TV (Auswahl)
- 2022: Akhi, Regie Mohsin Shah, Kurzspielfilm
- 2022: Anna und ihr Untermieter, Regie Dagmar Seume, ARD
- 2021: Mysterium, Regie: Niklas Weis, ARD
- 2021: ZE Network, Regie Christian Alvart, RTL+
- 2021: Marie Brand und der überwundene Tod, Regie: Judith Kennel, ZDF
- 2021: Caravan, Regie David Göttfert, Kurzspielfilm
- 2020: Der Staatsanwalt, Regie Patricia Frey, ZDF
- 2020: Die Katzen von Ulthar, Regie: Kim Anderson, Kurzspielfilm
- 2017–2020: Lindenstraße, Fernsehserie ARD
- 2019: Yasmin, Regie: Nisrin Fathi, Kurzspielfilm
- 2018: Rentnercops, Regie: Thomas Durchschlag, ARD
- 2023: Anna und ihr Untermieter: Wenn du träumst von der Liebe, Regie: Dagmar Seume, ARD

## Theater (Auswahl)
- 2017: Medea frei nach Euripides, Regie Wihad Suleiman, Theater Oberhausen
- 2015: Methode Baklava, Regie Hannah Biedermann, Comedia Köln
- 2013: Der Prozess, Regie Father Jaibi, Schauspiel Bochum
- 2013: Biographie, ein Spiel, Regie Renate Fuhrmann, Grenzlandtheater Aachen
- 2011: Medea, Regie Father Jaibi, Schauspiel Bochum
- 2009: Die Odaliske, Regie Steffen Senger, Stadttheater Fürth
- 2008: Mit brennender Geduld, Regie Ali Jalaly, Severins-Burg-Theater Köln
- 2005–2008: Khamsoun, Regie Father Jaibi, Theatre de L´Odeon, Paris
- 2002–2004: Peter Pan, Regie Giesbert Jäckel, Schauspiel Köln
- 2002–2004: Mio, mein Mio, Regie K.D. Schmidt, Schauspiel Köln
- 2002–2004: Yard Girl, Regie Ingrid Gündisch, Schauspiel Köln
- 2002–2004: Übergewicht: Unwichtig Unform, Regie Heike Frank, Schauspiel Köln
- 2002–2004: Rückkehr in die Wüste, Regie Thomas Bisch, Schauspiel Köln
- 2002–2004: Cardenio & Celinde, Regie Manos Tsangaris, Schauspiel Köln
- 2002–2004: Die bitteren Tränen der Petra von Kant, Regie Ingrid Gündisch, Schauspiel Köln
- 2000–2002: Die kleine Hexe, Regie Sylvia Holzhäuser, Theater der Altstadt im Westen, Stuttgart
- 2000–2002: Die kleine Zauberflöte, Regie Gerio Wachholz, Theater der Altstadt im Westen, Stuttgart